# Lauren Wenger
Lauren Wenger (Long Beach, 11 marzo 1984) è un'ex pallanuotista statunitense, vincitrice della medaglia d'argento ai giochi olimpici di Pechino 2008 e la medaglia d'oro ai giochi olimpici di Londra 2012.